# Pero pulverosa
Pero pulverosa là một loài bướm đêm trong họ Geometridae.